# Библиотека на Нов български университет
Библиотеката на Нов български университет е създадена през 1995 г. от Надя Терзиева. Първите колекции включват издания, наследени от фондовете на бившата библиотека на АОНСУ, книги от департамент „Право“ и англоезична литература в различни области. Библиотечният фонд наброява над 160 000 тома (31.10.2020). През 1998 г. завършва първата реконструкция на библиотечния комплекс, разположен на три нива с площ 1673 кв. м. Допълнително се разширява с два компютърни центрове за студенти, преподаватели и външни потребители, съответно през 2001 г. и 2005 г. През 2007 г. е изградена и открита нова читалня с площ 400 кв. м. и над 100 места (в. т.ч. и компютъризирани), именувана на първия ректор на НБУ, проф. Иванка Апостолова.
От 2016 г. става част от Център за книгата, заедно с Издателство, Университетски архив и Книжарници. Член е на Българска библиотечно-информационна асоциация, Фондация Национална академична библиотечно-информационна система и Ligue des Bibliothèques Européennes de Recherche – LIBER.

## Иновации
Библиотеката на НБУ е първата в България, която след промените през 1989 г.:
- организира свободен достъп до колекциите си;
- използва подхода „управление чрез проекти“, който дава възможност на библиотечните и други специалисти[6] да извършват както функционални дейности, така и такива, свързани със стратегическото развитие на библиотеката;
- през 1999 г. създава първия си уеб сайт;
- през 2000 г. автоматизира библиотечните процеси чрез интегрираната система EOS.WEB[7] като поддържа свободно достъпен електронен многоезичен каталог[8], интегриран с GoogleBooks, с прикачени към библиографските описания изображения на корица и страница със съдържанието на книгите на български език;
- включва в структурата си отдел „Компютърно осигуряване“ (днес „Технически ресурси и услуги“), който допринася за технологичното ѝ развитие и поддържа услуги в компютърен и технологичен център;
- от 1999 г. поддържа абонамент за академични бази данни[9] в различни научни области, като и специализирани електронни пълнотекстови ресурси на български и други езици в конкретно професионално направление;
- осигурява защитен 24/7 достъп до електронните си ресурси както в интернет мрежата на НБУ, така и извън нея;
- от 2002 г. разработва и развива собствена дигитална библиотека[10] с различни колекции;
- създава инфраструктура, развива и поддържа електронна платформа с книги за незрящи от цялата страна[11], както и пътеводители за читатели със специални образователни потребности;
- разработва и поддържа единствения по рода си академичен портал за електронни научни периодични издания на НБУ[12];
- внедрява системи за контрол на достъпа, регистрация на читатели и управление на библиотечни и технологични услуги чрез мултифункционални PVC читателски карти с радио-честотна идентификация;
- създава първия Научен институционален архив[13] на български университет през 2006 г., базиран на софтуер с отворен код;
- притежава лични библиотеки[14] на видни учени;
- формира единствената по рода си университетска колекция „Библиотека за ученика“[15];
- провежда обучение по информационна компетентност чрез присъствени и виртуални сесии[16].

## Партньорства
От 1998 г. Библиотеката на НБУ поддържа партньорски отношения в областта на международното междубиблиотечно обслужване с Националната библиотека на Великобритания, Централноевропейския университет, Лондонския университетски колеж, Руската държавна библиотека и други, както и с IFLA;
Библиотеката на НБУ развива услуги, основани на онлайн достъпа до ресурси, в резултат на успешен проект за библиотечна кооперация „Модернизация и организационно развитие на университетска библиотека“ (1999 – 2001), по програма ТЕМПУС, с участници библиотеките на Софийския университет „Св. Климент Охридски“, Университета за национално и световно стопанство, Техническия университет, Университета на Портсмут (Англия), Университета на Мурсия (Испания), Свободния университет в Амстердам (Холандия) и Университета ИСЛА в Браганса (Португалия), както и Българска библиотечно-информационна асоциация и представителството в България на Martinus Nijhoff Publishers.
Библиотеката на НБУ е инициатор и създател на първото национално библиотечно обединение (2002 г.) за споделен абонамент на електронни ресурси за научни и образователни цели „Български информационен консорциум“.

## Награди
Библиотеката на НБУ е удостоена с националната награда „Христо Г. Данов“ в категория „Библиотеки и библиотечно дело“ (2007).
Носител е и на наградата „Библиотека на годината“ на Българската библиотечно-информационна асоциация за 2012 г.

## Услуги
- заемане за дома
- запазване на книга
- писмена тематична библиографска справка
- междубиблиотечно заемане
- международно междубиблиотечно заемане
- електронна доставка на документи
- дигитализация на текст
- печат върху CD-R и DVD-R
- помощ от специализиран библиотекар
- използване на бази данни, придружено с консултация на библиотекар

## Работно време
През семестрите и сесиите: понеделник-петък – 8:00 – 21:00; събота и неделя – 9:00 – 17:30

През ваканциите: понеделник-петък – 9:00 – 17:30; събота и неделя – почивни дни